# Wilhelm Haddenhorst
Wilhelm Haddenhorst (* 28. Juni 1940 in Gelsenkirchen; † 15. November 1992 in Essen) war ein deutscher Strafverteidiger und Notar.

## Leben
Wilhelm Haddenhorst studierte in Tübingen und Erlangen Rechtswissenschaften. In Tübingen renoncierte er bei der Landsmannschaft Schottland. Bereits während des Studiums war er wissenschaftliche Hilfskraft an der Forschungsstelle für Strafprozess und Strafvollzug bei Karl Peters. Nach dem 1. Staatsexamen übernahm er hier neben dem Referendariat eine Assistentenstelle und wurde 1970 zum Dr. jur. promoviert. 1971 erfolgte die Zulassung als Rechtsanwalt. Haddenhorst war Gründungsmitglied und erster Vorsitzender des 1974 gegründeten Deutsche Strafverteidiger e. V. Sein Nachfolger wurde Erich Schmidt-Leichner.
Bekannt wurde Haddenhorst durch das Wiederaufnahmeverfahren im Fall Vera Brühne, das er ab Ende 1971 jahrelang betrieb. 2000 wurde das Verfahren durch den Regisseur Hark Bohm unter dem Titel Vera Brühne in einem fünfstündigen Fernseh-Zweiteiler verfilmt. Dabei wurde die zentrale Filmhandlung aus der Sicht Wilhelm Haddenhorsts geschildert.

## Publikationen
- Die Einwirkung der Verfahrensrüge auf die tatsächlichen Feststellungen im Strafverfahren: eine Untersuchung anhand der höchstrichterlichen Rechtsprechung eines Jahres. Dissertationsschrift. C. F. Müller, Karlsruhe 1971, ISBN 3-7880-1509-8
- mit Eduard Dreher, Claus Roxin et al.: Pönometrie. Rationalität oder Irrationalität der Strafzumessung. Institut für Konfliktforschung, Köln 1977, ISBN 978-3-8114-1307-8
- mit Klaus Wasserburg: Wahrheit und Gerechtigkeit im Strafverfahren: Festgabe für Karl Peters aus Anlass seines 80. Geburtstages. C. F. Müller, Heidelberg 1984, ISBN 3-8114-3084-X
- mit Karl Peters und Heinrich Foth: Fehlerquellen im Strafprozeß. Eine Untersuchung der Wiederaufnahmeverfahren in der BRD. Band 1: Einführung und Dokumentation. Band 2: Systematische Untersuchungen und Folgerungen. Band 3: Wiederaufnahmerecht. C. F. Müller, Karlsruhe 1995, ISBN 3-8114-0215-3